# 古家政吉
古家 政吉（ふるや まさよし、1969年7月28日 - ）は、日本のトレーナー。株式会社ナレッジスポーツ代表取締役兼NSCA認定パーソナルトレーナーである。

## 略歴
1969年生まれ。1998年、リフレッシュグループに入社し、店舗統括部長を務める。その後2006年に株式会社ナレッジスポーツを設立。日本初のプライベートトータルリラクゼーションサロン「HOGUMI」（現在5店舗）を運営する。またモチベーションアップ、挑戦、意識改革、健康、メンタルなどをテーマに講演も行っている。長島☆自演乙☆雄一郎選手（K-1 WORLD MAX 2010 -70kg級日本王者）、京太郎選手（第2代K-1ヘビー級世界王者）、久保優太選手（K-1 WORLD MAX 2011 -63kg級日本王者）らK-1王者3人のフィジカルトレーナーでもある。

## メディア
- 肉体改造[3]
- トレーニングジャーナル[4]
- GAINER[5]
- クロワッサン[6]
- GOETHE[7]

## 出版
- カラダ革命　腹を凹ます
- 細マッチョ肉体改造法～チャンピオンを作った短時間の頭脳派メソッド～[8]